# Galleria d’Arte Moderna (Palermo)

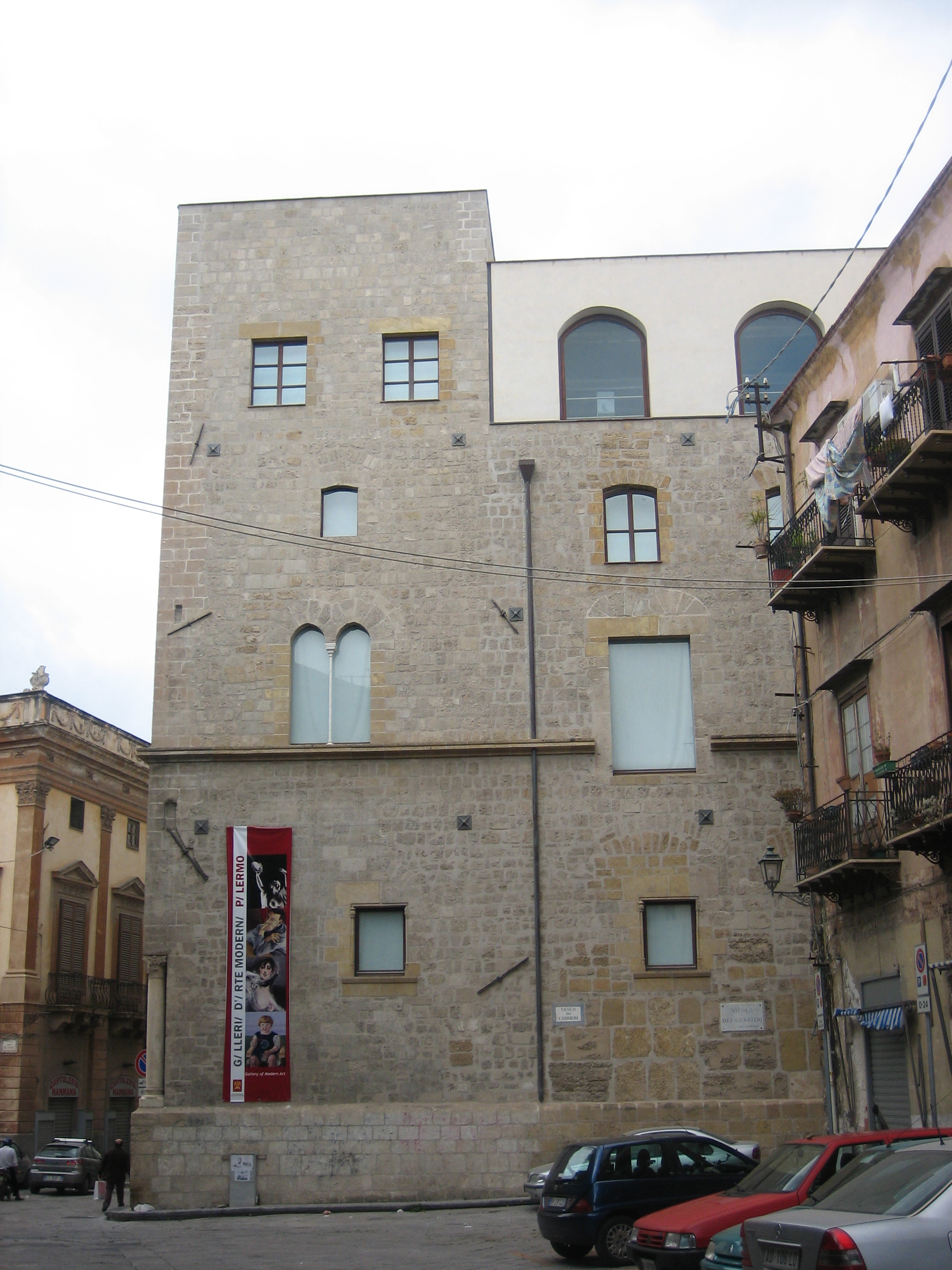
Seitenansicht der Galleria d’arte moderna in Palermo

Die Galleria d’Arte Moderna (G/M) ist ein städtisches Kunstmuseum in Palermo.

## Geschichte
Der hauptsächliche Initiator zur Gründung dieses Museums war der Palermitaner Jurist und Politiker Empedocle Restivo (1876–1938). Die Planung begann 1906, die Eröffnung fand 1910 statt. Seinem Hauptinitiator zu Ehren trug es den Namen Galleria d’Arte moderna „Empedocle Restivo“.
Bis 2005 war das Museum in den zu engen Räumen im Zwischengeschoss des Teatro Politeama untergebracht, die schon bei der Eröffnung nur als vorläufige Lösung angesehen wurden. Das ungenügende Raumvolumen nötigte das Museum dazu, die Mehrzahl der in seinem Besitz befindlichen Objekte in Magazinen zu lagern.
Seit Dezember 2006 befindet sich das Museum im Complesso Monumentale di Sant’Anna alla Misericordia, einem ehemaligen Franziskanerkonvent. Dort sind nun 176 Gemälde und 38 Skulpturen ausgestellt. Die offizielle Bezeichnung ist Galleria d’Arte Moderna, der Name des Hauptinitiators wurde weggelassen. Inoffiziell wird das Museum auch Galleria d’Arte Moderna „Sant’Anna“ genannt.

## Sammlungen

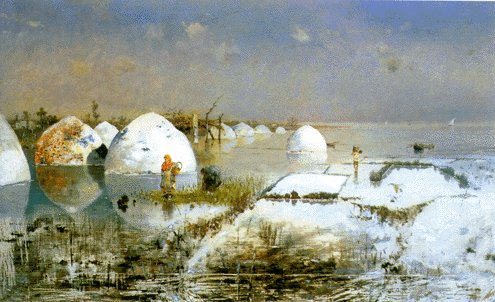
A. Leto: Le Saline di Trapani

Die Sammlungen bestehen zum Teil aus Ankäufen, die während der Esposizione Nazionale in Palermo 1891 bis 1892 und auf den Biennalen in Venedig 1910 und 1911 getätigt wurden. Die jüngsten Erwerbungen datieren von 1932.  Gut vertreten sind die sizilianischen Landschaftsmaler des Ottocento, darunter Saline di Trapani von Antonino Leto (1880) und sizilianische Bildhauer wie Mario Rutelli oder Antonio Ugo. Unter den Malern des 20. Jahrhunderts ist Renato Guttuso zu nennen, besonders sein Selbstporträt. Unter den nichtitalienischen Künstlern ist Franz von Stuck zu nennen.